# 올해의 게임 상 목록
올해의 게임(영어: Game of the Year, 약칭 GotY)은 다양한 비디오 게임 언론이 그 해를 대표한다고 생각되는 게임에 수여하는 상이다.

## 활동중

### IGN
IGN에선 해당 언론사에서 활동하는 기자들이 모여 그 해를 대표하는 게임을 선정해 1월 중순에 발표한다.
| 연도 | 게임                              | 장르          | 플랫폼                                                                               | 개발사                  |
| ---- | --------------------------------- | ------------- | ------------------------------------------------------------------------------------ | ----------------------- |
| 2001 | 헤일로: 컴뱃 이볼브드             | 1인칭 슈팅    | 엑스박스                                                                             | 번지                    |
| 2002 | 배틀필드 1942                     | 1인칭 슈팅    | 마이크로소프트 윈도우                                                                | 디지털 일루션 CE        |
| 2003 | 스타워즈: 구공화국의 기사단       | 롤플레잉      | 마이크로소프트 윈도우, 엑스박스                                                      | 바이오웨어              |
| 2004 | 하프라이프 2                      | 1인칭 슈팅    | 마이크로소프트 윈도우                                                                | 밸브 코퍼레이션         |
| 2005 | 갓 오브 워                        | 액션 어드벤처 | 플레이스테이션 2                                                                     | SCE 샌타모니카 스튜디오 |
| 2006 | 오오카미                          | 액션 어드벤처 | 플레이스테이션 2                                                                     | 클로버 스튜디오         |
| 2007 | 슈퍼 마리오 Wii 갤럭시 어드벤처   | 플랫폼        | Wii                                                                                  | 닌텐도 EAD 도쿄         |
| 2008 | 폴아웃 3                          | 액션 롤플레잉 | 마이크로소프트 윈도우, 플레이스테이션 3, 엑스박스 360                                | 베데스다 게임 스튜디오  |
| 2009 | 언차티드 2: 황금도와 사라진 함대  | 액션 어드벤처 | 플레이스테이션 3                                                                     | 너티 독                 |
| 2010 | 매스 이펙트 2                     | 액션 롤플레잉 | 마이크로소프트 윈도우, 플레이스테이션 3, 엑스박스 360                                | 바이오웨어              |
| 2011 | 포탈 2                            | 퍼즐 플랫포머 | 마이크로소프트 윈도우, macOS, 플레이스테이션 3, 엑스박스 360                         | 밸브 코퍼레이션         |
| 2012 | 저니                              | 어드벤처      | 플레이스테이션 3                                                                     | 댓 게임 컴퍼니          |
| 2013 | 더 라스트 오브 어스               | 액션 어드벤처 | 플레이스테이션 3                                                                     | 너티 독                 |
| 2014 | 드래곤 에이지: 인퀴지션           | 액션 롤플레잉 | 마이크로소프트 윈도우, 플레이스테이션 3, 플레이스테이션 4, 엑스박스 360, 엑스박스 원 | 바이오웨어              |
| 2015 | 더 위쳐 3: 와일드 헌트            | 액션 롤플레잉 | 마이크로소프트 윈도우, 플레이스테이션 4, 엑스박스 원                                 | CD 프로젝트 레드        |
| 2016 | 오버워치                          | 1인칭 슈팅    | 마이크로소프트 윈도우, 플레이스테이션 4, 엑스박스 원                                 | 블리자드 엔터테인먼트   |
| 2017 | 젤다의 전설 브레스 오브 더 와일드 | 액션 어드벤처 | 닌텐도 스위치, Wii U                                                                 | 닌텐도 EPD              |
| 2018 | 갓 오브 워                        | 액션 어드벤처 | 플레이스테이션 4                                                                     | SIE 샌타모니카 스튜디오 |

### 게임스팟
게임스팟의 편집장들은 매년마다 하나씩 게임을 선정한다. 1998년부터 2001년까지는 콘솔과 PC 게임 따로 하나씩 정했다.
| 연도 | 게임                                        | 장르            | 플랫폼                                                                               | 개발사                   |
| ---- | ------------------------------------------- | --------------- | ------------------------------------------------------------------------------------ | ------------------------ |
| 1996 | 디아블로                                    | 액션 롤플레잉   | 마이크로소프트 윈도우                                                                | 블리자드 노스            |
| 1997 | 토탈 어나이얼레이션                         | 실시간 전략     | 마이크로소프트 윈도우, 맥 OS                                                         | 케이브독 엔터테인먼트    |
| 1998 | 콘솔: 젤다의 전설 시간의 오카리나           | 액션 어드벤처   | 닌텐도 64                                                                            | 닌텐도 EAD               |
| 1998 | PC: 그림 판당고                             | 그래픽 어드벤처 | 마이크로소프트 윈도우                                                                | 루카스아츠               |
| 1999 | 콘솔: 소울칼리버                            | 대전 격투       | 아케이드, 드림캐스트                                                                 | 남코                     |
| 1999 | PC: 에버퀘스트                              | MMORPG          | 마이크로소프트 윈도우                                                                | 소니 온라인 엔터테인먼트 |
| 2000 | 콘솔: 크로노 크로스                         | 롤플레잉        | 플레이스테이션                                                                       | 스퀘어                   |
| 2000 | PC: 심즈                                    | 생활 시뮬레이션 | 마이크로소프트 윈도우, 맥 OS                                                         | 맥시스                   |
| 2001 | 콘솔: 그랜드 테프트 오토 III                | 액션 어드벤처   | 플레이스테이션 2                                                                     | DMA 디자인               |
| 2001 | PC: 시리어스 샘: 더 퍼스트 인카운터         | 1인칭 슈팅      | 마이크로소프트 윈도우                                                                | 크로트암                 |
| 2002 | 메트로이드 프라임                           | 액션 어드벤처   | 게임큐브                                                                             | 레트로 스튜디오          |
| 2003 | 젤다의 전설 바람의 지휘봉                   | 액션 어드벤처   | 게임큐브                                                                             | 닌텐도 EAD               |
| 2004 | 월드 오브 워크래프트                        | MMORPG          | 마이크로소프트 윈도우, 맥 OS                                                         | 블리자드 엔터테인먼트    |
| 2005 | 바이오하자드 4                              | 생존 호러       | 게임큐브, 플레이스테이션 2                                                           | 캡콤                     |
| 2006 | 기어스 오브 워                              | 3인칭 슈팅      | 엑스박스 360                                                                         | 에픽게임즈               |
| 2007 | 슈퍼 마리오 Wii 갤럭시 어드벤처             | 플랫폼          | Wii                                                                                  | 닌텐도 EAD 도쿄          |
| 2008 | 메탈 기어 솔리드 4: 건즈 오브 더 패트리어트 | 액션 어드벤처   | 플레이스테이션 3                                                                     | 코지마 프로덕션          |
| 2009 | 데몬즈 소울                                 | 액션 롤플레잉   | 플레이스테이션 3                                                                     | 프롬 소프트웨어          |
| 2010 | 레드 데드 리뎀션                            | 액션 어드벤처   | 플레이스테이션 3, 엑스박스 360                                                       | 록스타 샌디에이고        |
| 2011 | 엘더스크롤 5: 스카이림                      | 액션 롤플레잉   | 플레이스테이션 3, 엑스박스 360, 마이크로소프트 윈도우                                | 베데스다 게임 스튜디오   |
| 2012 | 저니                                        | 어드벤처        | 플레이스테이션 3                                                                     | 댓 게임 컴퍼니           |
| 2013 | 젤다의 전설 신들의 트라이포스 2             | 액션 어드벤처   | 닌텐도 3DS                                                                           | 닌텐도 EAD               |
| 2014 | 미들어스: 섀도 오브 모르도르                | 액션 어드벤처   | 마이크로소프트 윈도우, 플레이스테이션 3, 플레이스테이션 4, 엑스박스 360, 엑스박스 원 | 모놀리스 프로덕션스      |
| 2015 | 더 위쳐 3: 와일드 헌트                      | 액션 롤플레잉   | 마이크로소프트 윈도우, 플레이스테이션 4, 엑스박스 원                                 | CD 프로젝트 레드         |
| 2016 | 오버워치                                    | 1인칭 슈팅      | 마이크로소프트 윈도우, 플레이스테이션 4, 엑스박스 원                                 | 블리자드 엔터테인먼트    |
| 2017 | 젤다의 전설 브레스 오브 더 와일드           | 액션 어드벤처   | 닌텐도 스위치, Wii U                                                                 | 닌텐도 EPD               |
| 2018 | 레드 데드 리뎀션 2                          | 액션 어드벤처   | 플레이스테이션 4, 엑스박스 원                                                        | 록스타 스튜디오          |

1987년부터 1997년 사이에는 두 연도를 같이 나눠 시상하거나 수상식을 하지 않았다. 2014년에는 게임 후보를 가리는 데 9백만 표를 모아 사상 최고의 투표수를 기록했다.
| 연도    | 게임                               | 장르           | 플랫폼                                                                                     | 개발사                 |
| ------- | ---------------------------------- | -------------- | ------------------------------------------------------------------------------------------ | ---------------------- |
| 1983    | 제트팩                             | 슈팅           | Commodore VIC-20, ZX Spectrum                                                              | 얼티밋 플레이 더 게임  |
| 1984    | 나이트 로어                        | 액션 어드벤처  | ZX 스펙트럼                                                                                | 얼티밋 플레이 더 게임  |
| 1985    | 웨이 오브 더 익스플로딩 피스트     | 대전 격투      | 코모도어 64                                                                                | 빔 소프트웨어          |
| 1986    | 곤틀릿                             | 핵 앤드 슬래시 | 아케이드                                                                                   | 아타리 게임스          |
| 1987/88 | 아웃런                             | 경주           | 아케이드                                                                                   | 세가 AM2               |
| 1988/89 | 8비트: 오퍼레이션 울프             | 슈팅 갤러리    | 아케이드, 패밀리 컴퓨터                                                                    | 타이토                 |
| 1988/89 | 16비트: 스피드볼                   | 스포츠         | 아미가, 아타리 ST, 코모도어 64, 세가 마스터 시스템                                         | 비트맵 브라더스        |
| 1989/90 | 8-Bit: 언터처블                    | 슈팅           | 아미가, 암스트래드 CPC, 코모도어 64, ZX 스펙트럼                                           | 오션 소프트웨어        |
| 1989/90 | 16-Bit: 킥 오프                    | 스포츠         | 아미가, 암스트래드 CPC, 아타리 ST, ZX 스펙트럼                                             | 다이노 디니            |
| 1990/91 | 8-Bit: 릭 데인저러스 2             | 플랫폼         | 아미가, 암스트래드 CPC, 아타리 ST, ZX 스펙트럼                                             | 코어 디자인            |
| 1990/91 | 16-Bit: 킥 오프 2                  | 스포츠         | 아미가, 암스트래드 CPC, 아타리 ST, ZX 스펙트럼                                             | 다이노 디니            |
| 1991/92 | 소닉 더 헤지호그                   | 플랫폼         | 메가 드라이브                                                                              | 세가 게임스            |
| 1992/93 | 스트리트 파이터 II: 더 월드 워리어 | 대전 격투      | 아케이드                                                                                   | 캡콤                   |
| 1996/97 | 슈퍼 마리오 64                     | 플랫폼         | 닌텐도 64                                                                                  | 닌텐도 EAD             |
| 2002    | 그랜드 테프트 오토 III             | 액션 어드벤처  | 플레이스테이션 2                                                                           | DMA 디자인             |
| 2003    | 그랜드 테프트 오토: 바이스 시티    | 액션 어드벤처  | 플레이스테이션 2                                                                           | 록스타 노스            |
| 2004    | 둠 3                               | 1인칭 슈팅     | 리눅스, 마이크로소프트 윈도우                                                              | 이드 소프트웨어        |
| 2005    | 그랜드 테프트 오토: 산 안드레아스  | 액션 어드벤처  | 플레이스테이션 2                                                                           | 록스타 노스            |
| 2006    | 엘더 스크롤 IV: 오블리비언         | 액션 롤플레잉  | 마이크로소프트 윈도우, 엑스박스 360                                                        | 베데스다 게임 스튜디오 |
| 2007    | 기어스 오브 워                     | 3인칭 슈팅     | 엑스박스 360                                                                               | 에픽게임즈             |
| 2008    | 콜 오브 듀티 4: 모던 워페어        | 1인칭 슈팅     | 마이크로소프트 윈도우, 엑스박스 360, 플레이스테이션 3                                      | 인피니티 워드          |
| 2009    | 폴아웃 3                           | 액션 롤플레잉  | 마이크로소프트 윈도우, 엑스박스 360, 플레이스테이션 3                                      | 베데스다 게임 스튜디오 |
| 2010    | 매스 이펙트 2                      | 액션 롤플레잉  | 마이크로소프트 윈도우, 엑스박스 360, 플레이스테이션 3                                      | BioWare                |
| 2011    | 포탈 2                             | 퍼즐 플랫포머  | 마이크로소프트 윈도우, OS X, 엑스박스 360, 플레이스테이션 3                                | 밸브 코퍼레이션        |
| 2012    | 엘더 스크롤 V: 스카이림            | 액션 롤플레잉  | 마이크로소프트 윈도우, 엑스박스 360, 플레이스테이션 3                                      | 베데스다 게임 스튜디오 |
| 2013    | 그랜드 테프트 오토 V               | 액션 어드벤처  | 엑스박스 360, 플레이스테이션 3                                                             | 록스타 노스            |
| 2014    | 다크 소울 2                        | 액션 롤플레잉  | 마이크로소프트 윈도우, 엑스박스 360, 플레이스테이션 3                                      | 프롬 소프트웨어        |
| 2015    | 더 위쳐 3: 와일드 헌트             | 액션 롤플레잉  | 마이크로소프트 윈도우, 플레이스테이션 4, 엑스박스 원                                       | CD 프로젝트 레드       |
| 2016    | 다크 소울 III                      | 액션 롤플레잉  | 마이크로소프트 윈도우, 플레이스테이션 4, 엑스박스 원                                       | 프롬 소프트웨어        |
| 2017    | 젤다의 전설 브레스 오브 더 와일드  | 액션 어드벤처  | 닌텐도 스위치, Wii U                                                                       | 닌텐도 EPD             |
| 2018    | 포트나이트 배틀 로얄               | 배틀 로얄      | 마이크로소프트 윈도우, 플레이스테이션 4, 엑스박스 원, OS X, 닌텐도 스위치, iOS, 안드로이드 | 에픽게임즈             |

### 대한민국 게임대상
대한민국 게임대상은 문화체육관광부가 주최하고 한국인터넷디지털엔터테인먼트협회가 주관하는 대한민국의 시상식이다. 1996년부터 시작해 매년마다 그 해를 대표하는 대한민국의 게임을 대상으로 선정한다.
| 연도 | 게임                            | 장르                 | 플랫폼                                                                | 개발            |
| ---- | ------------------------------- | -------------------- | --------------------------------------------------------------------- | --------------- |
| 1996 | 피와 기티 2                     | 진행형 격투          | IBM PC                                                                | 패밀리 프로덕션 |
| 1997 | 왕도의 비밀                     | 액션 롤플레잉        | 마이크로소프트 윈도우                                                 | 한겨레 정보통신 |
| 1998 | 리니지                          | MMORPG               | 마이크로소프트 윈도우                                                 | 엔씨소프트      |
| 1999 | EZ2DJ                           | 리듬                 | 아케이드                                                              | 어뮤즈월드      |
| 2000 | 포트리스 2                      | 전략                 | 마이크로소프트 윈도우                                                 | CCR             |
| 2001 | 창세기전 3: 파트 2              | 턴제 전략            | 마이크로소프트 윈도우                                                 | 소프트맥스      |
| 2002 | 네이비필드                      | 전략                 | 마이크로소프트 윈도우                                                 | 에스디엔터넷    |
| 2003 | 리니지 2                        | MMORPG               | 마이크로소프트 윈도우                                                 | 엔씨소프트      |
| 2004 | 킹덤 언더 파이어: 더 크루세이더 | 전략, 핵 앤드 슬래시 | 엑스박스                                                              | 판타그램        |
| 2005 | 열혈강호 온라인                 | MMORPG               | 마이크로소프트 윈도우                                                 | 엠게임          |
| 2006 | 그라나도 에스파다               | MMORPG               | 마이크로소프트 윈도우                                                 | 아이엠씨게임즈  |
| 2007 | 아바                            | 1인칭 슈팅           | 마이크로소프트 윈도우                                                 | 레드덕          |
| 2008 | 아이온: 영원의 탑               | MMORPG               | 마이크로소프트 윈도우                                                 | 엔씨소프트      |
| 2009 | C9                              | MMORPG               | 마이크로소프트 윈도우                                                 | NHN게임스       |
| 2010 | 마비노기 영웅전                 | MMORPG               | 마이크로소프트 윈도우                                                 | 넥슨            |
| 2011 | 테라                            | MMORPG               | 마이크로소프트 윈도우                                                 | 블루홀          |
| 2012 | 블레이드 앤 소울                | MMORPG               | 마이크로소프트 윈도우                                                 | 엔씨소프트      |
| 2013 | 아키에이지                      | MMORPG               | 마이크로소프트 윈도우                                                 | 엑스엘게임즈    |
| 2014 | 블레이드 for kakao              | 액션 롤플레잉        | iOS, 안드로이드                                                       | 액션스퀘어      |
| 2015 | 레이븐                          | MMORPG               | iOS, 안드로이드                                                       | 넷마블에스티    |
| 2016 | HIT                             | MMORPG               | iOS, 안드로이드                                                       | 넷게임즈        |
| 2017 | 배틀그라운드                    | 3인칭 슈팅           | 마이크로소프트 윈도우, 엑스박스 원, 플레이스테이션 4, iOS, 안드로이드 | 블루홀          |
| 2018 | 검은사막 모바일                 | MMORPG               | iOS, 안드로이드                                                       | 펄어비스        |

### 디스트럭토이드
디스트럭토이드에선 편집장들이 매년 그 해를 대표하는 게임을 하나 선정한다.
| 연도 | 게임                                     | 장르            | 플랫폼                                                | 개발                    |
| ---- | ---------------------------------------- | --------------- | ----------------------------------------------------- | ----------------------- |
| 2007 | 바이오쇼크                               | 1인칭 슈팅      | 마이크로소프트 윈도우, 엑스박스 360                   | 이레이셔널 게임즈       |
| 2008 | 레프트 4 데드                            | 1인칭 슈팅      | 마이크로소프트 윈도우, 엑스박스 360                   | 밸브 코퍼레이션         |
| 2009 | 언차티드 2: 황금도와 사라진 함대         | 액션 어드벤처   | 플레이스테이션 3                                      | 너티 독                 |
| 2010 | 슈퍼 마리오 Wii 2 갤럭시 어드벤처 투게더 | 플랫폼          | Wii                                                   | 닌텐도 EAD              |
| 2011 | 포탈 2                                   | 퍼즐            | 마이크로소프트 윈도우, 플레이스테이션 3, 엑스박스 360 | 밸브 코퍼레이션         |
| 2012 | 워킹 데드                                | 그래픽 어드벤처 | 마이크로소프트 윈도우, 플레이스테이션 3, 엑스박스 360 | 텔테일 게임즈           |
| 2013 | 더 라스트 오브 어스                      | 액션 어드벤처   | 플레이스테이션 3                                      | 너티 독                 |
| 2014 | 베요네타 2                               | 핵 앤 슬래시    | Wii U                                                 | 플래티넘게임즈          |
| 2015 | 블러드본                                 | 액션 롤플레잉   | 플레이스테이션 4                                      | 프롬 소프트웨어         |
| 2016 | 오버워치                                 | 1인칭 슈팅      | 마이크로소프트 윈도우, 플레이스테이션 4, 엑스박스 원  | 블리자드 엔터테인먼트   |
| 2017 | 젤다의 전설 브레스 오브 더 와일드        | 액션 어드벤처   | 닌텐도 스위치, Wii U                                  | 닌텐도 EPD              |
| 2018 | 갓 오브 워                               | 액션 어드벤처   | 플레이스테이션 4                                      | SIE 샌타모니카 스튜디오 |

### 아르스 테크니카
아르스 테크니카는 2012년부터 편집장들이 그 해 최고 게임 20선을 선정하고 있다.
| 연도 | 게임                    | 장르          | 개발사                |
| ---- | ----------------------- | ------------- | --------------------- |
| 2012 | 디스아너드              | 액션 어드벤처 | 아케인 스튜디오스     |
| 2013 | 페이퍼스, 플리즈        | 퍼즐          | 3909 LLC              |
| 2014 | 드래곤 에이지: 인퀴지션 | 액션 롤플레잉 | 바이오웨어            |
| 2015 | 로켓 리그               | 스포츠        | 사이오닉스            |
| 2016 | 오버워치                | 1인칭 슈팅    | 블리자드 엔터테인먼트 |
| 2017 | 슈퍼 마리오 오디세이    | 플랫폼        | 닌텐도 EAD 도쿄       |
| 2018 | 셀레스트                | 플랫폼        | 맷 메이크스 게임스    |

### 에지
게임 잡지 에지에서는 편집장들이 그 해 가장 뛰어나다고 생각한 게임에게 '게임 오브 더 이어'라는 명칭의 어워드를 부여해왔다.
| 연도 | 게임                                     | 장르          | 플랫폼                                                | 개발사              |
| ---- | ---------------------------------------- | ------------- | ----------------------------------------------------- | ------------------- |
| 1998 | 젤다의 전설 시간의 오카리나              | 액션 어드벤처 | 닌텐도 64                                             | 닌텐도 EAD          |
| 2002 | 메트로이드 프라임                        | 액션 어드벤처 | 게임큐브                                              | 레트로 스튜디오스   |
| 2004 | 하프라이프 2                             | 1인칭 슈팅    | 마이크로소프트 윈도우                                 | 밸브 코퍼레이션     |
| 2005 | 바이오하자드 4                           | 3인칭 슈팅    | 게임큐브, 플레이스테이션 2                            | 캡콤                |
| 2006 | 파이널 판타지 XII                        | 롤플레잉      | 플레이스테이션 2                                      | 스퀘어 에닉스       |
| 2007 | 슈퍼 마리오 Wii 갤럭시 어드벤처          | 플랫폼        | Wii                                                   | 닌텐도 EAD 도쿄     |
| 2008 | 그랜드 테프트 오토 IV                    | 액션 어드벤처 | 마이크로소프트 윈도우, 플레이스테이션 3, 엑스박스 360 | 록스타 노스         |
| 2009 | 보더랜드                                 | 액션 롤플레잉 | 마이크로소프트 윈도우, 플레이스테이션 3, 엑스박스 360 | 기어박스 소프트웨어 |
| 2010 | 슈퍼 마리오 Wii 2 갤럭시 어드벤처 투게더 | 플랫폼        | Wii                                                   | 닌텐도 EAD 도쿄     |
| 2011 | 젤다의 전설 스카이워드 소드              | 액션 어드벤처 | Wii                                                   | 닌텐도 EAD          |
| 2012 | 디스아너드                               | 액션 어드벤처 | 마이크로소프트 윈도우, 플레이스테이션 3, 엑스박스 360 | 아케인 스튜디오스   |
| 2013 | 그랜드 테프트 오토 V                     | 액션 어드벤처 | 플레이스테이션 3, 엑스박스 360                        | 록스타 노스         |
| 2014 | 베요네타 2                               | 액션          | Wii U                                                 | 플래티넘게임즈      |
| 2015 | 블러드본                                 | 액션 롤플레잉 | 플레이스테이션 4                                      | 프롬 소프트웨어     |
| 2016 | 라스트 가디언                            | 액션 어드벤처 | 플레이스테이션 4                                      | SIE 재팬 스튜디오   |
| 2017 | 젤다의 전설 브레스 오브 더 와일드        | 액션 어드벤처 | 닌텐도 스위치, Wii U                                  | 닌텐도 EPD          |
| 2018 | 레드 데드 리뎀션 2                       | 액션 어드벤처 | 플레이스테이션 4, 엑스박스 원                         | 록스타 노스         |

### 영국 아카데미 게임상
영국 아카데미 게임상은 비디오 게임 산업이 이룬 놀라울만한 업적을 기리는 시상식이다. 2014년부터 BAFTA에서 운영하고 있어 'BAFTA 게임상'이라고도 일컫는다.
| 연도 | 게임                                        | 장르          | 플랫폼                                                          | 개발사                  |
| ---- | ------------------------------------------- | ------------- | --------------------------------------------------------------- | ----------------------- |
| 1998 | 골든아이 007                                | 1인칭 슈팅    | 닌텐도 64                                                       | 레어                    |
| 1999 | 젤다의 전설 시간의 오카리나                 | 액션 어드벤처 | 닌텐도 64                                                       | 닌텐도 EAD              |
| 2000 | 콘솔: 메디이블 2                            | 액션 어드벤처 | 플레이스테이션                                                  | SCE 캠브리지 스튜디오   |
| 2000 | 휴대용: 포켓몬스터 피카츄                   | 롤플레잉      | 게임보이                                                        | 게임 프리크             |
| 2000 | PC: 데이어스 엑스                           | 액션 롤플레잉 | 마이크로소프트 윈도우                                           | 이온 스톰               |
| 2001 | 콘솔: 그란 투리스모 3                       | 경주          | 플레이스테이션 2                                                | 폴리포니 디지털         |
| 2001 | 휴대용: 토니 호크의 프로 스케이터 2         | 스포츠        | 게임보이 어드밴스                                               | 비케리어스 비전스       |
| 2001 | PC: 맥스 페인                               | 3인칭 슈팅    | 마이크로소프트 윈도우                                           | 레미디 엔터테인먼트     |
| 2002 | 콘솔: 헤일로: 컴뱃 이볼브드                 | 1인칭 슈팅    | 엑스박스                                                        | 번지                    |
| 2002 | 휴대용: SMS 체스                            |               |                                                                 | 퍼플 소프트웨어         |
| 2002 | PC: 네버윈터 나이츠                         | 롤플레잉      | 마이크로소프트 윈도우                                           | 바이오웨어              |
| 2003 | 콜 오브 듀티                                | 1인칭 슈팅    | 마이크로소프트 윈도우                                           | 인피니티 워드           |
| 2004 | 하프라이프 2                                | 1인칭 슈팅    | 마이크로소프트 윈도우                                           | 밸브 코퍼레이션         |
| 2006 | 톰 클랜시의 고스트 리콘 어드밴스드 워파이터 | 전략 슈팅     | 마이크로소프트 윈도우, 플레이스테이션 2, 엑스박스, 엑스박스 360 | 유비소프트 파리         |
| 2007 | 바이오쇼크                                  | 1인칭 슈팅    | 마이크로소프트 윈도우, 엑스박스 360                             | 이래셔널 게임스         |
| 2008 | 슈퍼 마리오 Wii 갤럭시 어드벤처             | 플랫폼        | Wii                                                             | 닌텐도 EAD 도쿄         |
| 2009 | 배트맨: 아캄 어사일럼                       | 액션 어드벤처 | 마이크로소프트 윈도우, 플레이스테이션 3, 엑스박스 360           | 록스테디 스튜디오       |
| 2010 | 매스 이펙트 2                               | 액션 롤플레잉 | 마이크로소프트 윈도우, 플레이스테이션 3, 엑스박스 360           | 바이오웨어              |
| 2011 | 포탈 2                                      | 퍼즐 플랫포머 | 마이크로소프트 윈도우, 플레이스테이션 3, 엑스박스 360           | 밸브 코퍼레이션         |
| 2012 | 디스아너드                                  | 액션 어드벤처 | 마이크로소프트 윈도우, 플레이스테이션 3, 엑스박스 360           | 아케인 스튜디오스       |
| 2013 | 더 라스트 오브 어스                         | 액션 어드벤처 | PlayStation 3                                                   | 너티 독                 |
| 2014 | 데스티니                                    | 액션 롤플레잉 | 플레이스테이션 3, 플레이스테이션 4, 엑스박스 원, 엑스박스 360   | 번지                    |
| 2015 | 폴아웃 4                                    | 액션 롤플레잉 | 마이크로소프트 윈도우, 플레이스테이션 4, 엑스박스 원            | 베데스다 게임 스튜디오  |
| 2016 | 언차티드 4: 해적왕과 최후의 보물            | 액션 어드벤처 | 플레이스테이션 4                                                | 너티 독                 |
| 2017 | 에디스 핀치의 유산                          | 어드벤처      | 마이크로소프트 윈도우, 플레이스테이션 4, 엑스박스 원            | 자이언트 스패로         |
| 2018 | 갓 오브 워                                  | 액션 어드벤처 | 플레이스테이션 4                                                | SIE 샌타모니카 스튜디오 |

### 자이언트 밤
매년 자이언트 밤의 편집장들은 당해 최고로 생각하는 게임을 '게임 오브 더 이어'로 선정한다.
| 연도 | 게임                             | 장르          | 플랫폼                                                                              | 개발사                 |
| ---- | -------------------------------- | ------------- | ----------------------------------------------------------------------------------- | ---------------------- |
| 2008 | 그랜드 테프트 오토 IV            | 액션 어드벤처 | 마이크로소프트 윈도우, 플레이스테이션 3, 엑스박스 360                               | 록스타 노스            |
| 2009 | 언차티드 2: 황금도와 사라진 함대 | 액션 어드벤처 | 플레이스테이션 3                                                                    | 너티 독                |
| 2010 | 매스 이펙트 2                    | 액션 롤플레잉 | 마이크로소프트 윈도우, 플레이스테이션 3, 엑스박스 360                               | BioWare                |
| 2011 | 엘더스크롤 5: 스카이림           | 액션 롤플레잉 | 마이크로소프트 윈도우, 플레이스테이션 3, 엑스박스 360                               | 베데스다 게임 스튜디오 |
| 2012 | 엑스컴: 에너미 언노운            | 턴제 전략     | 마이크로소프트 윈도우, 플레이스테이션 3, 엑스박스 360                               | 피라시스 게임스        |
| 2013 | 더 라스트 오브 어스              | 액션 어드벤처 | 플레이스테이션 3                                                                    | 너티 독                |
| 2014 | 미들어스: 섀도 오브 모르도르     | 액션 어드벤처 | 마이크로소프트 윈도우, 플레이스테이션 3, 플레이스테이션 4 엑스박스 360, 엑스박스 원 | 모놀리스 프로덕션스    |
| 2015 | 슈퍼 마리오 메이커               | 플랫폼        | Wii U                                                                               | 닌텐도 EAD             |
| 2016 | 히트맨                           | 잠입          | 마이크로소프트 윈도우, 플레이스테이션 4, 엑스박스 원                                | IO 인터랙티브          |
| 2017 | 배틀그라운드                     | 배틀 로얄     | 마이크로소프트 윈도우, 엑스박스 원                                                  | PUBG 코퍼레이션        |
| 2018 | 테트리스 이펙트                  | 퍼즐          | 플레이스테이션 4, 플레이스테이션 VR                                                 | 몬스타 Inc. 레소나이   |

### 폴리곤
폴리곤에선 기자들이 게임 오브 더 이어를 매해 선정하고 있다.
| 연도 | 게임                              | 장르            | 플랫폼                                                                              | 개발사                   |
| ---- | --------------------------------- | --------------- | ----------------------------------------------------------------------------------- | ------------------------ |
| 2012 | 워킹 데드                         | 어드벤처        | 마이크로소프트 윈도우, 플레이스테이션 3, 엑스박스 360, iOS                          | 텔테일 게임즈            |
| 2013 | 곤 홈                             | 어드벤처        | 마이크로소프트 윈도우, 리눅스, macOS                                                | 더 풀브라이트 컴퍼니     |
| 2014 | 드래곤 에이지: 인퀴지션           | 액션 롤플레잉   | 마이크로소프트 윈도우, 플레이스테이션 3, 플레이스테이션 4 엑스박스 360, 엑스박스 원 | 바이오웨어               |
| 2015 | 허 스토리                         | 인터렉티브 무비 | 마이크로소프트 윈도우, macOS, iOS                                                   | 샘 발로                  |
| 2016 | 둠                                | 1인칭 슈팅      | 마이크로소프트 윈도우, 플레이스테이션 4, 엑스박스 원                                | 이드 소프트웨어          |
| 2017 | 젤다의 전설 브레스 오브 더 와일드 | 액션 어드벤처   | 닌텐도 스위치, Wii U                                                                | 닌텐도 EPD               |
| 2018 | 갓 오브 워                        | 액션 어드벤처   | 플레이스테이션 4                                                                    | SIE 산타 모니카 스튜디오 |

## 중지

### 1UP.com
인터넷 게임언론 1UP.com에선 편집장들이 2009년부터 2011년까지 자체적인 그 해의 게임 대상을 뽑았었다. 또한 2004년부터 2010년까지는 독자들이 추첨해서 선정하는 '독자들의 선택' 상도 따로 선정했었다.
| 연도 | 게임                             | 장르          | 플랫폼                                                | 개발사                 |
| ---- | -------------------------------- | ------------- | ----------------------------------------------------- | ---------------------- |
| 2009 | 언차티드 2: 황금도와 사라진 함대 | 액션 어드벤처 | 플레이스테이션 3                                      | 너티 독                |
| 2010 | 레드 데드 리뎀션                 | 액션 어드벤처 | 플레이스테이션 3, 엑스박스 360                        | 록스타 샌디에이고      |
| 2011 | 엘더 스크롤 V: 스카이림          | 액션 롤플레잉 | 마이크로소프트 윈도우, 플레이스테이션 3, 엑스박스 360 | 베데스다 게임 스튜디오 |

### 스크류어택
웹사이트 스크류어택에선 '최고의 게임 10선'을 선정했었다.
| Year | Game                                        | Genre         | Platform(s)                         | Developer(s)    |
| ---- | ------------------------------------------- | ------------- | ----------------------------------- | --------------- |
| 2008 | 메탈 기어 솔리드 4: 건즈 오브 더 패트리어트 | 3인칭 슈팅    | 플레이스테이션 3                    | 코지마 프로덕션 |
| 2010 | 매스 이펙트 2                               | 액션 롤플레잉 | 마이크로소프트 윈도우, 엑스박스 360 | 바이오웨어      |
| 2011 | 젤다의 전설 스카이워드 소드                 | 액션 어드벤처 | Wii                                 | 닌텐도 EAD      |

## 같이 보기
- 일본 게임 대상
- 더 게임 어워드
- 골든 조이스틱 어워드
- 게임 개발자 회의
- 비디오 게임
- 게임